# Hämeensaaret (ö i Södra Savolax, S:t Michel, lat 61,35, long 26,50)
Hämeensaaret är en ö i Finland. Den ligger i sjön Ylä-Rieveli och i kommunen Pertunmaa i den ekonomiska regionen  S:t Michel och landskapet Södra Savolax, i den södra delen av landet, 160 km nordost om huvudstaden Helsingfors. Öns area är 1,4 hektar och dess största längd är 330 meter i sydöst-nordvästlig riktning.  Notera att namnet antyder att det är fråga om flera öar.